# Kaffa (provincia)
Kaffa, Caffa o Kefa fue una antigua provincia del sudoeste de Etiopía, con capital en la ciudad de Jima. Fue nombrado por del antiguo Reino de Kaffa. Se cree que la etimología de Kaffa proviene del árabe qahwah que significa "una bebida de bayas". A raíz de esto, y de que esta región ha sido tradicionalmente considerada, por ser allí el sitio donde los monjes cristianos durante la Edad Media realizaban infusiones con la planta hoy llamada Coffea, el étimo de la palabra café.

## Descripción
Esta provincia fue creada en 1942 tras la reorganización del Imperio etíope, después del período de ocupación italiana. Kaffa limitaba al oeste con Sudán, al noroeste con Illubabor, al norte con Welega, al noreste con Shewa, al este con Sidamo y al sureste con Gamu-Gofa.
Con el acogimiento de la constitución en 1995, el territorio de Kaffa se dividió entre las regiones de Oromía y las Naciones, Nacionalidades y Pueblos del Sur.
En septiembre de 2021, el pueblo de Kaffa celebra un referéndum para crear una nueva región, la 11 de Etiopía, llamada Suroeste y compuesta por Kaffa y otras cinco áreas administrativas cercanas.

## Awrajas
La provincia estaba dividida en 6 awrajas (distritos).
- Gimira
- Jima
- Kefa
- Kulo Konta
- Limu
- Maji y Goldiya